# Ликсо, Ирина Анатольевна
Ири́на Анато́льевна Ликсо́ (14 апреля 1920, Витебск — 4 апреля 2009, Москва) — советская и российская актриса театра и кино. Народная артистка РСФСР (1968).

## Биография
Ирина Ликсо родилась 14 апреля 1920 года.
Окончила театральное училище имени Щепкина в 1942 году. Играть в спектаклях Малого театра начала ещё студенткой, в Челябинске, куда театр был эвакуирован.
По окончании училища была принята в труппу Малого театра, в котором прослужила более 60 лет. В 1974 году в связи со 150-летием Малого театра награждена орденом Трудового Красного Знамени.
В 2005 году Ирина Ликсо была награждена орденом «За заслуги перед Отечеством» IV степени «за большой вклад в развитие театрального искусства и многолетнюю творческую деятельность».
Скончалась Ирина Анатольевна 4 апреля 2009 года, похоронена на Новодевичьем кладбище.

## Семья
Муж — Балмасов, Евгений Яковлевич (1916—1980), доктор технических наук, профессор, заведующий кафедрой автоматизации Московского лесотехнического института.
- Дочь — Елена Красникова, работает на телевидении[6].
  - Внучка Евгения, окончила факультет журналистики МГУ.

## Признание и награды
- 26 октября 1949 — Заслуженная артистка РСФСР
- 1968 — Народная артистка РСФСР
- 4 ноября 1974 — Орден Трудового Красного Знамени
- 21 сентября 1998 — Орден Почёта — за заслуги перед государством, большой вклад в укрепление дружбы и сотрудничества между народами, многолетнюю плодотворную деятельность в области культуры и искусства[7]
- 14 ноября 2005 — Орден «За заслуги перед Отечеством» IV степени — за большой вклад в развитие театрального искусства и многолетнюю творческую деятельность[3]

## Творчество

### Роли в театре
- сезон 1943/1944 — «Комедианты» Хасинто Бенавенте — Сильвия[1]
- 1945 — «Горе от ума» А. С. Грибоедова — Софья[4]
- 1945 — «Женитьба Белугина» А. Н. Островского и Н. Я. Соловьева — Елена[1]
- 1945 — «Иван Грозный» А. Н. Толстого — Княжна Старицкая
- сезон 1946/1947 — «Пигмалион» Дж. Б. Шоу — Клара
- сезон 1946/1947 — «Великая сила» Б. С. Ромашова — Надежда Михайловна
- 1946 — Оливия, «Двенадцатая ночь» У. Шекспира
- 1948 — Вышневская, «Доходное место» А. Н. Островского
- сезон 1948/1949 — «Заговор обречённых» Н. Вирты — Христина Падера
- сезон 1948/1949 — «Коварство и любовь» Ф. Шиллера — Луиза
- сезон 1948/1949 — «Молодость» Дм. Зорина — Лера Покорская
- 1949 — «Наш современник» — Елизавета Воронцова
- 1950 — «Голос Америки» Б. А. Лавренёва — Синтия Кидд
- 1951 — «Варвары» М. Горького — Лидия
- 1952 — «Таланты и поклонники» А. Н. Островского — Коринкина
- 1953 — «Когда ломаются копья» Н. Ф. Погодина — Виктория Картавина
- 1953 — «Эмилия Галотти» Г.-Э. Лессинга — графиня Орсина
- 1955 — «Крылья» А. Корнейчука — Катерина Ремез
- 1955 — «Волки и овцы» А. Н. Островского — Евлмапия Николаевна Купавина
- 1955 — «Макбет» У. Шекспира — леди Макдуф
- 1957 — «Село Степанчиково и его обитатели» — Татьяна Ивановна
- 1957 — «Одна ночь» Б. Горбатова — Полина
- 1958 — «Почему улыбались звезды» А. Корнейчука — Жанна
- 1959 — «Веер леди Уиндермер» О. Уайльда — леди Уиндермер
- 1959 — «Ярмарка тщеславия» У. Теккерея — Бекки Шарп
- 1960 — «Любовь Яровая» К. А. Тренёва — Панова
- 1961 — «Крылья» А. Корнейчука — Падолист
- 1962 — «Волки и овцы» А. Н. Островского — Евлмапия Николаевна Купавина
- 1963 — «Горе от ума» А. С. Грибоедова — Наталья Дмитриевна
- 1964 — «Человек из Стратфорда» С. Алёшина — леди Анна
- 1964 — «Веер леди Уиндермиер» О. Уайльда — миссис Эрлин
- 1964 — «Страница дневника» А. Корнейчука — Магдалина Романовна
- 1965 — «Умные вещи» С. Маршака — Царица
- 1966 — «Стакан воды» Э. Скриба — королева Анна
- 1968 — «Мои друзья» А. Корнейчука — Ангелина
- 1970 — «Господин Боркман» Г. Ибсена — Фру Вильтон
- 1972 — «Самый последний день» Б. Васильева — Агнесса Павловна
- 1973 — «Перед заходом солнца» Г. Гауптмана — Паула Клотильда
- 1974 — «Летние прогулки» А. Салынского — Куликова
- 1976 — «Бешеные деньги» А. Н. Островского — Чебоксарова
- 1976 — «Перед заходом солнца» Г. Гауптмана — Беттина Клаузен
- 1976 — «Униженные и оскорбленные» по Ф. М. Достоевскому — Анна Андреевна
- 1978 — «Головокружение» Г. Саркисяна — Нина
- 1979 — «Агония» М. Крлежи — Мадлен Петровна
- 1983 — «Утренняя фея» А. Касоны — Странница
- 1983 — «Дети Ванюшина» С. Найденова — Кухарникова,
- 1983 — «Незрелая малина» И. Губача — Андула
- 1984 — «Живой труп» Л. Н. Толстого — Анна Дмитриевна
- 1985 — «Федра» Ж. Расина — Панопа
- 1988 — «Дом на небесах» И. Губача — пани хозяйка
- 1988 — «Леший» А. П. Чехова — Войницкая
- 1995 — «Таланты и поклонники» А. Н. Островского — Домна Пантелевна
- 1996 — «Дядя Ваня» А. П. Чехова. — Войницкая
- 1997 — «Не было ни гроша, да вдруг алтын» А. Н. Островского — Анна Тихоновна
- 1999 — «Воскресение» по Л. Н. Толстому — Аграфена Петровна
- 2004 — «Горе от ума» А. С. Грибоедова — графиня-бабушка Хрюмина

## Фильмография
- 1952 — Композитор Глинка — императрица Александра Фёдоровна
- 1952 — Горе от ума — Софья Павловна Фамусова
- 1953 — Варвары. Сцены в уездном городе — Лидия Павловна, племянница Богаевской
- 1956 — Крылья — Ремез
- 1960 — Евгения Гранде — госпожа де Грассен
- 1961 — В начале века
- 1967 — Северный свет — Алиса
- 1967 — Пропавший чиновник (фильм-спектакль) — фру Друссе
- 1969 — Грех — Софья Пармен, богатая вдова
- 1973 — Самый последний день — Агнесса Павловна
- 1973 — Волки и овцы — Купавина
- 1974 — Перед заходом солнца (телеспектакль) — Паула-Клотильда, жена Вольфганга
- 1975 — Достигаев и другие (телеспектакль)
- 1976 — Униженные и оскорблённые (телеспектакль) — Анна Андреевна
- 1978 — Бешеные деньги (телеспектакль) — Чебоксарова
- 1982 — Летние прогулки (телеспектакль) — Куликова
- 1982 — Дети Ванюшина (телеспектакль) — Кукарникова
- 1985 — Незрелая малина (фильм-спектакль) — Андула
- 1991 — Анна Карамазофф — эпизод
- 1991 — И возвращается ветер… — Евдокия Турчанинова
- 2004 — Даша Васильева. Любительница частного сыска−2 (серия «Дама с коготками») — Вера Николаевна
- 2005 — Люба, дети и завод… — баба Лиля